# Новите определения в SI
Новите определения в SI са предложени от Международния комитет по мерки и теглилки в проекта за резолюцията на XXVI Генералната конференция по мерки и теглилки, състояла се на 13 – 16 ноември 2018 г. В проекта се предвижда да се преформулират определенията на основните единици от SI. Новата SI бе формално одобрена с гласуване на 16 ноември 2018 г. и влезе в сила на 20 май 2019 г.
Запазват се седемте основни мерни единици: секунда, метър, килограм, ампер, келвин, мол и кандела. От тях килограм, ампер, келвин и мол се преформулират така, че в определенията им да се използват числовите стойности на следните константи: константа на Планк и константа на Болцман, елементарен електрически заряд и число на Авогадро. Секундата, метърът и канделата вече са изразени чрез константи, затова техните определения само се уточняват. Тези изменения подобряват SI, без да се изменят големините на единиците, което осигурява съвместимост със съществуващите измервания.
Новата SI използва фундаменталните физически константи като основа за определяне на основните единици от SI, което например означава, че се прекратява използването на платинено-иридиевия еталон на килограма за официалното определение на килограма в системата SI.